# 氢氧化镅(III)
氢氧化镅(III)是一种无机化合物，化学式为Am(OH)3，它最初于1944年被发现。它可由硝酸镅(III)和氨水反应制得。它可被次氯酸钠氧化为Am(OH)4，或在氢氧化钠溶液中被臭氧氧化为Am(VI)。

## 拓展阅读
- H.-K. Kim, K. Jeong, H.-R. Cho, E. C. Jung, K. Kwak, W. Cha. . Dalton Transactions. 2019, 48 (27): 10023–10032  [2022-11-11]. ISSN 1477-9226. doi:10.1039/C9DT01087D （英语）.